# Liste von Persönlichkeiten der Stadt Daegu
Dies ist eine Liste von Persönlichkeiten der Stadt Daegu. Die Liste erhebt keinen Anspruch auf Vollständigkeit.

## Söhne und Töchter der Stadt
Folgende Persönlichkeiten sind in der Stadt geboren. Die Auflistung erfolgt chronologisch nach Geburtsjahr. Ob sie ihren späteren Wirkungskreis in Daegu hatten oder nicht, ist dabei unerheblich.

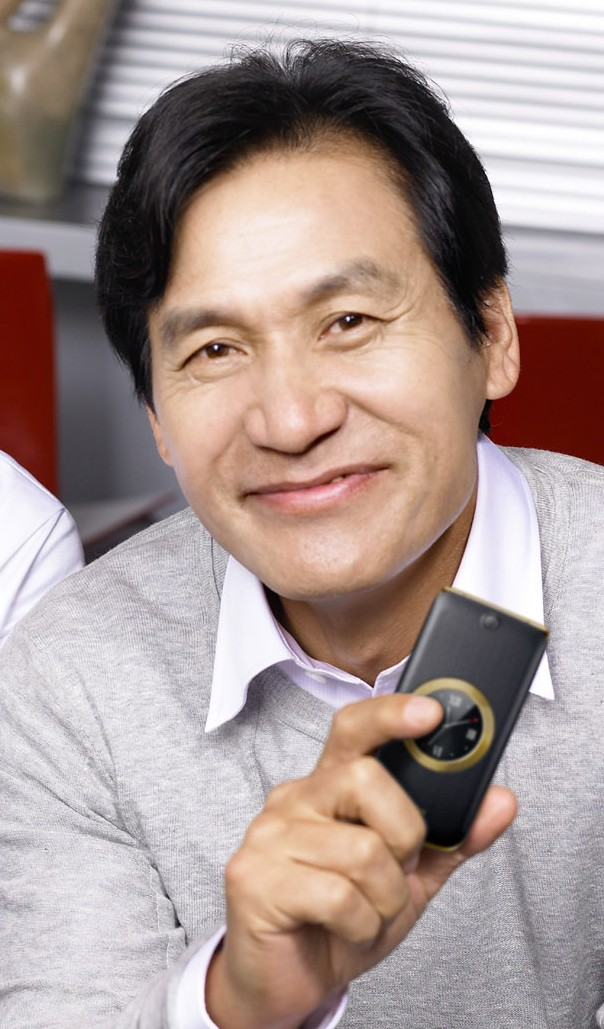
Ahn Sung-Ki
(* 1952)

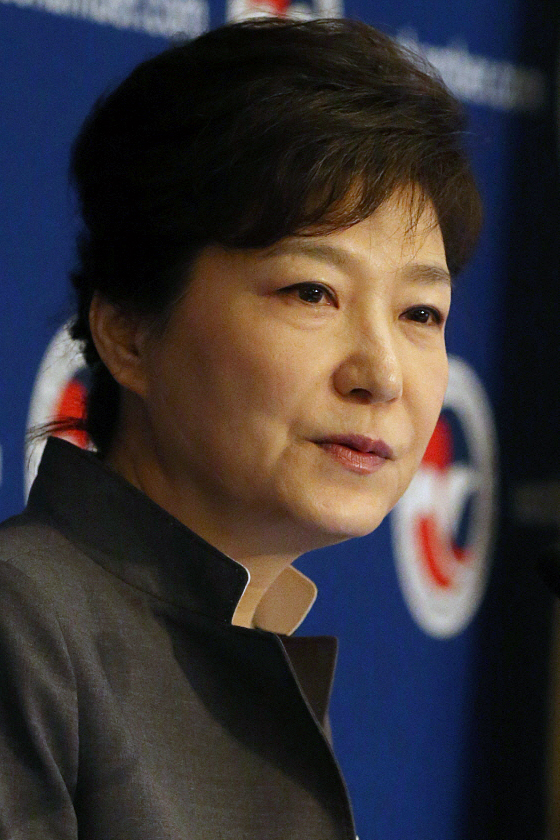
Park Geun-hye
(* 1952)

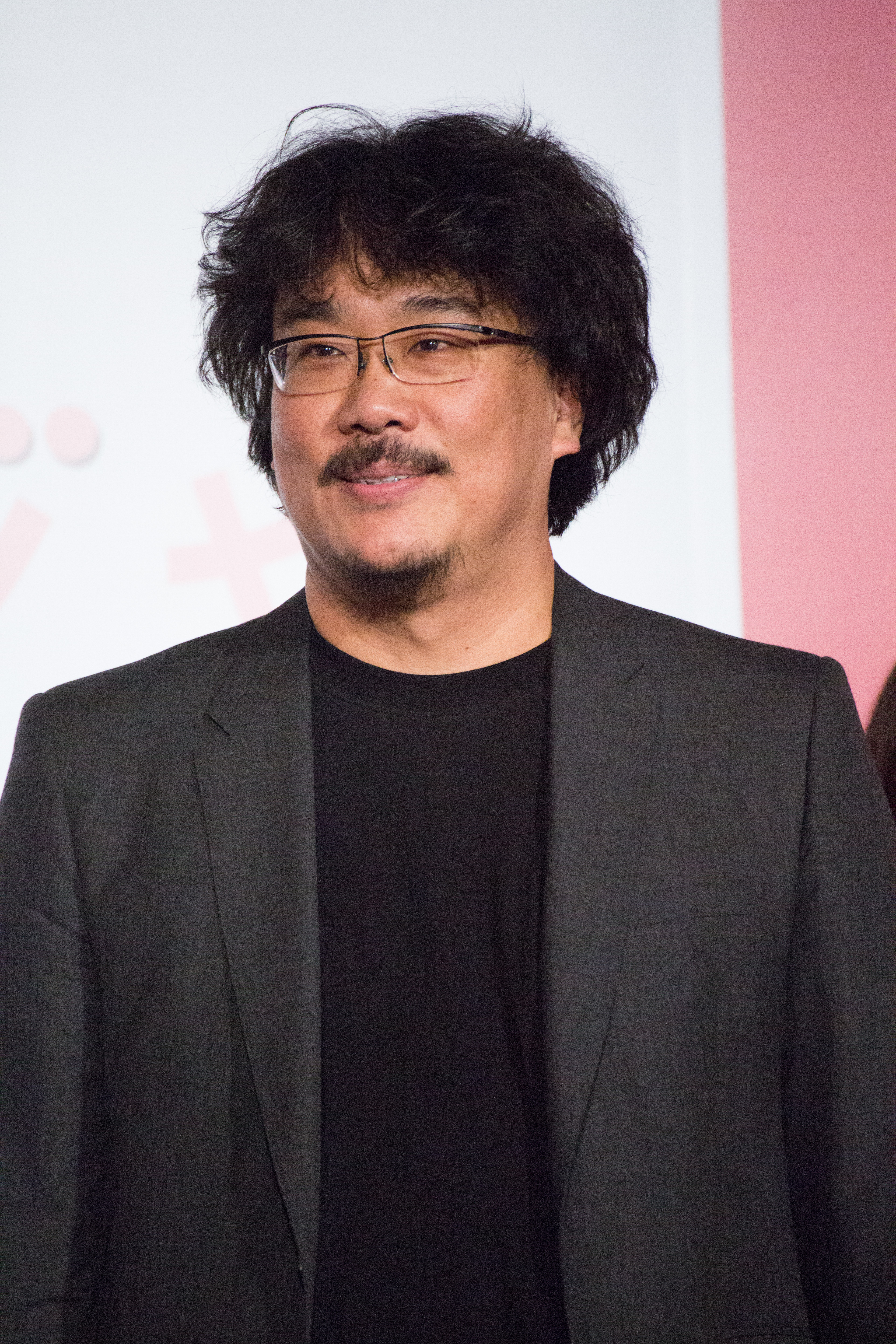
Bong Joon-ho
(* 1969)

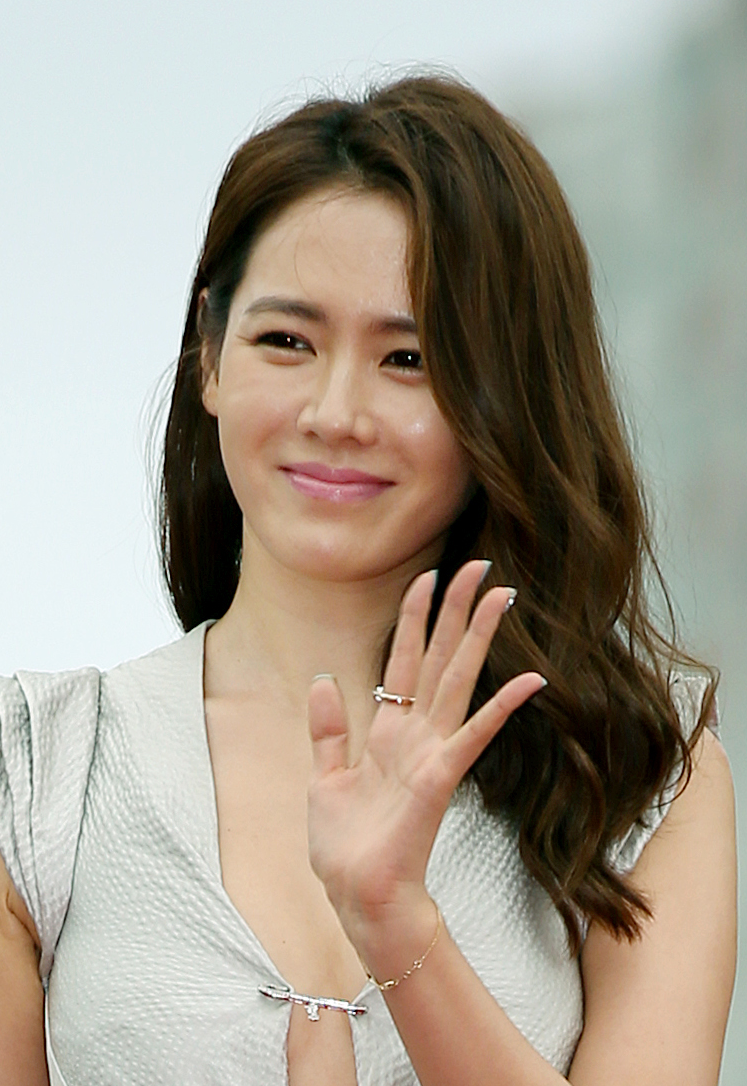
Son Ye-jin
(* 1982)

- Hyun Jin-geon (1900–1943), Schriftsteller
- Stephen Kim Sou-hwan (1922–2009), Erzbischof von Seoul und Kardinal
- Kim Nam-jo (1927–2023), Lyrikerin und Essayistin
- Roh Tae-woo (1932–2021), General und Politiker sowie sechster Präsident Südkoreas
- Jaegwon Kim (1934–2019), US-amerikanischer Philosoph
- Paul Ri Moun-hi (1935–2021), römisch-katholischer Erzbischof von Daegu
- Jeong Soseong (1944–2020), Schriftsteller
- Park Chul-soo (1948–2013), Filmregisseur, Drehbuchautor und Produzent
- Kim Byeong-eon (* 1951), Schriftsteller
- Kang Sok-kyong (* 1951), Schriftstellerin
- Ahn Sung-ki (* 1952), Schauspieler
- Park Geun-hye (* 1952), Präsidentin Südkoreas von 2013 bis 2017
- Lee Chang-dong (* 1954),  Filmregisseur, Schriftsteller und Drehbuchautor
- Kim Soo-ja (* 1957), Künstlerin
- Che Ho-ki (* 1957), Dichter
- Peter Chung Soon-taek (* 1961), römisch-katholischer Erzbischof von Seoul
- Kim Kwang-seok (1964–1996), Folk-Rock-Sänger und Songwriter
- Bae Gi-tae (* 1965), Eisschnellläufer
- Hwangbo Kwan (* 1965), Fußballspieler und -trainer
- John Bosco Chang Shin-Ho (* 1966), römisch-katholischer Weihbischof in Daegu
- Oh Dal-su (* 1968), Schauspieler
- Bong Joon-ho (* 1969), Regisseur und Drehbuchautor
- Cho Jin-ho (1973–2017), Fußballspieler und -trainer
- Yoon Yong-il (* 1973), Tennisspieler
- Brooke Ashley (* 1973), US-amerikanische Pornodarstellerin
- Kim In-sub (* 1973), Ringer
- Jung Eun-shin (* 1976), Komponistin
- Kim So-hee (* 1976), Shorttrackerin
- Oh Sang-eun (* 1977), Tischtennisspieler
- Uhm Ji-won (* 1977), Schauspielerin
- Kim Sung-kyun (* 1980), Schauspieler
- Park Mi-young (* 1981), Tischtennisspielerin
- Song Hye-kyo (* 1981), Schauspielerin und Model
- Son Yejin (* 1982), Schauspielerin
- Lee Seung-jae (* 1982), Shorttracker
- Min Ryoung (* 1982), Shorttracker
- Sky Kim (* 1982), südkoreanisch-australischer Bogenschütze
- Oh Eun-seok (* 1983), Säbelfechter und Olympiasieger
- Park Chu-young (* 1985), Fußballspieler
- Sumi Hwang (* 1986), Opernsängerin
- Min Hyo-rin (* 1986), Schauspielerin
- Yoo Ah-in (* 1986), Schauspieler
- Moon Chae-won (* 1986), Schauspielerin
- Chang Hye-jin (* 1987), Bogenschützin
- Christopher Larkin (* 1987), US-amerikanischer Schauspieler
- Park Mi-ra (* 1987), Handballspielerin
- Kim Seoung-il (* 1990), Shorttracker
- Irene (eigentlich Bae Joo-hyun) (* 1991), Sängerin, Moderatorin und Schauspielerin
- Kim Bo-reum (* 1993), Shorttrackerin
- Suga (eigentlich Min Yoon-gi) (* 1993), Rapper, Songschreiber und Musikproduzent
- V (eigentlich Kim Taehyung) (* 1995), Sänger
- Jung Ye-rin (* 1996), Judoka
- Lee Dong-gyeong (* 1997), Fußballspieler
- Kwon Gi-pyo (* 1997), Fußballspieler
- Hanne Eilertsen (* 1999), norwegische Snowboarderin
- Jang Sung-woo (* 2002), Shorttracker
- Park Ji-hu (* 2003), Schauspielerin
- Seong Seung-min (* 2003), Pentathletin

## Ehrenbürger
- 1982: Hank Aaron (1934–2021), US-amerikanischer Baseballspieler[1]
- 2017: Mark Lippert (* 1973), US-amerikanischer Politiker und Diplomat[2]